# Personent hodie
Personent hodie – kolęda późnośredniowieczna, której tekst pochodzi prawdopodobnie z Niemiec, z ok. 1360 roku. Tekst łaciński kolędy po raz pierwszy został opublikowany w zbiorku Piae Cantiones w 1582 roku. Współcześnie najczęściej śpiewana w Anglii w aranżacji, jakiej dokonał w 1917 roku Gustav Theodore Holst.

## Tekst łaciński
1.

Personent hodie voces puerulae, laudantes iucunde 

Qui nobis est natus, summo Deo datus, 

Et de virgineo ventre procreatus. 

2.

In mundo nascitur, pannis involvitur praesepi ponitur 

Stabulo brutorum, rector supernorum. 

Perdidit spolia princeps infernorum. 

3.

Magi tres venerunt, parvulum inquirunt, parvulum inquirunt, 

Stellulam sequendo, ipsum adorando, 

Aurum, thus, et myrrham ei offerendo. 

4.

Omnes clericuli, pariter pueri, cantent ut angeli: 

Advenisti mundo, laudes tibi fundo. 

Ideo gloria in excelsis Deo.